# Туау Лапуа Лапуа
Туау Лапуа Лапуа (Tuau Lapua Lapua Нумеа 15. април 1991) је тувалуански дизач тегова. Био је једини представник Тувалуа у дизању тегова на Летњим олимпијским играма 2012. у Лондону. За учешће је добио специјалну позивницу, јер су му резултати варирали у опсегу 240 кг чиме није прелазио олимпијску норму. Такмичио се у дисциплини до 62 кг и заузео 12 место.
У свечаном дефилеу на церемонији отварања Летњих олимпијских игара 2012. Лапуа је носио заставу Тувалуа.
На Светском првенству у дизању тегова 2011. у Паризу заузео је 35 место (110+130), испред јединог представника Палауе, Стевика Патриса, који је и у Лондону био једини иза Лапуа. 
Највећи успех у досадашњој каријери му је било освајање другог места на Пацифичким играма 2011. у Нумеи.